# European Public Health Association
Die European Public Health Association EUPHA ist eine internationale, multidisziplinäre, wissenschaftliche Gesellschaft mit Sitz in Utrecht (Niederlande). Sie wurde 1992 als die Dachorganisation von Gesellschaften und Instituten für Public Health in den Staaten der Europäischen Region der WHO gegründet.

## Mitglieder
EUPHA bietet zwei Arten von Mitgliedschaften an: und assoziierte Mitgliedschaft. Die Vollmitgliedschaft kann von nationalen Public Health Organisationen in der Europäischen Region der WHO erworben werden. Die assoziierte Mitgliedschaft steht Public Health Instituten, internationalen NGOs und Einzelpersonen offen. Ende 2024 hat EUPHA 83 Mitglieder aus 47 Ländern, davon 44 Vollmitglieder aus 37 Staaten. Aus den deutschsprachigen Ländern sind beteiligt:
- Vollmitglieder
  - Deutsche Gesellschaft für Public Health
  - Österreichische Gesellschaft für Public Health
  - Public Health Schweiz
  - SPHD. Schweizerische Gesellschaft der Fachärztinnen und -ärzte für Prävention und Public Health[4]
- Assoziierte Mitglieder
  - Bundeszentrale für gesundheitliche Aufklärung BZgA
  - Landeszentrum Gesundheit Nordrhein-Westfalen
  - Public Health Zentrum Fulda

## Ziele
EUPHA hat seine Ziele in einem Achtpunkte-Programm zusammengefasst:
1. Mitglieder bei ihrer Arbeit auf nationaler, regionaler und lokaler Ebene unterstützen,
2. Partnerschaften festigen und ausbauen
3. gegenseitige Lernen fördern und erleichtern
4. die jüngere Generation aktiv dazu anregen, Teil des EUPHA-Netzwerks zu werden
5. Gesundheit weiterhin als prioritäres Thema auf der europäischen und nationalen Agenda halten
6. Public Health-Forschung in Europa stärken
7. die richtige Evidenz zur richtigen Zeit liefern
8. die Implementierung der Ziele für nachhaltige Entwicklung der UN und der Initiative All Policies for a Healthy Europe[6][7] fördern.

## Kooperationen
Die European Public Health Association kooperiert mit zahlreichen Partnern. Hierzu gehören unter anderen
- Europäisches Zentrum für die Prävention und die Kontrolle von Krankheiten (ECDC)
- Europäische Arzneimittel-Agentur (EMA)
- European Health Emergency Response Authority (HERA)
- WHO Regionalbüro Europa[9]

Die EUPHA ist selbst Mitglied der World Federation of Public Health Associations.

## Sektionen
Zum internationalen Austausch über spezifische Public Health-Themen existieren operative Sektionen, die interessierten Forschern, politischen Entscheidungsträgern und Praktikern offen stehen, auch wenn sie keine EUPHA-Mitglieder sind.
Ende 2024 existieren 29 Sektionen:
- Child and adolescent public health[12]
- Chronic diseases[13]
- Digital health and artificial intelligence[14]
- Environment and health[15]
- Ethics in public health[16]
- Food and nutrition[17]
- Foresight[18]
- Global health[19][20]
- Health and care workforce
- Health impact assessment[21]
- Health literacy (Präsident: Orkan Okan)[22]
- Health promotion[23]
- Health services research[24]
- Health Technology Assessment[25]
- Healthy ageing
- Infectious diseases control[26]
- Injury prevention and safety promotion[27]
- Law and public health[28]
- Migrant and ethnic minority health[29]
- Oral health
- Public health economics[30]
- Public health epidemiology[31]
- Public health genomics[32]
- Public health monitoring and reporting[33]
- Public health policy and politics[34]
- Public mental health[35]
- Sexual and gender minority health[36]
- Social security, work and health[37]
- Urban public health[38][39]

## Publikationen
Das European Journal of Public Health ist offizielles Publikationsorgan der EUPHA.